# Rasna (voblast de Vitebsk)
Pour les articles homonymes, voir Rasna.
Rasna (en biélorusse : Расна) ou Riasno (en russe : Рясно) est un village de la voblast de Vitebsk, en Biélorussie. Il fait partie du raïon de Sianno et regroupe une vingtaine de hameaux.